# Francisco Martos
Francisco Javier Martos Espigares, kortweg Javi Martos, (Alamedilla, 4 januari 1984) is een Spaans profvoetballer. Hij speelt sinds 6 juli 2019 als verdediger bij FC Andorra. 
Martos speelde tot juni 2006 bij FC Barcelona, waar hij voornamelijk in actie kwam voor Barça C. Bovendien speelde Martos in het seizoen 2005/2006 één wedstrijd in het eerste elftal. In de laatste competitiewedstrijd tegen Athletic de Bilbao op 20 mei 2006 kwam hij zeventien minuten voor tijd als vervanger van Andrea Orlandi in het veld. Nadat zijn contract bij FC Barcelona ten einde was, vertrok Martos naar CSKA Sofia, destijds Bulgaars landskampioen. In 2008 werd hij gecontracteerd door Iraklis Saloniki. In januari 2011 tekende hij een contract bij Sporting Charleroi waar hij tot de zomer van 2019 speelde. Op 6 juli 2019 vertrok hij naar FC Andorra

## Statistieken
| seizoen | club                 | land                 | competitie                    | wed. | goals |
| ------- | -------------------- | -------------------- | ----------------------------- | ---- | ----- |
| 2005/06 | FC Barcelona         | Vlag van Spanje      | Primera División              | 2    | 0     |
| 2006/07 | CSKA Sofia           | Vlag van Bulgarije   | Professional A Football Group | 8    | 0     |
| 2007/08 | Girona FC            | Vlag van Spanje      | Segunda División B            | 18   | 0     |
| 2007/08 | Málaga B             | Vlag van Spanje      | Segunda División B            | 24   | 1     |
| 2008/09 | Iraklis FC           | Vlag van Griekenland | Super League                  | 26   | 0     |
| 2009/10 | Iraklis FC           | Vlag van Griekenland | Super League                  | 19   | 0     |
| 2010/11 | SD Eibar             | Vlag van Spanje      | Segunda División B            | 0    | 0     |
| 2010/11 | → Sporting Charleroi | Vlag van België      | Jupiler Pro League            | 5    | 0     |
| 2011/12 | Sporting Charleroi   | Vlag van België      | Tweede Klasse                 | 31   | 0     |
| 2012/13 | Sporting Charleroi   | Vlag van België      | Jupiler Pro League            | 29   | 0     |
| 2013/14 | Sporting Charleroi   | Vlag van België      | Jupiler Pro League            | 34   | 0     |
| 2014/15 | Sporting Charleroi   | Vlag van België      | Jupiler Pro League            | 42   | 0     |
| 2015/16 | Sporting Charleroi   | Vlag van België      | Jupiler Pro League            | 23   | 0     |
| Totaal  | Totaal               | Totaal               | Totaal                        | 241  | 1     |

1 Patron ·
2 Bager ·
3 Knezevic ·
4 Van Cleemput ·
5 Camara ·
6 Zorgane ·
7 Mbenza ·
8 Guiagon ·
9 Dabbagh ·
10 Badji ·
12 Closset ·
13 Benbouali ·
15 Dragsnes ·
16 Koffi ·
17 Bernier ·
18 Heymans ·
19 Štulić ·
21 Andreou ·
22 Trebel ·
25 Marcq ·
26 Ilaimaharitra  ·
27 Monticelli ·
29 Rogelj ·
32 Boukamir ·
37 Dari ·
42 Lutte ·
44 Morioka ·
55 Delavallée ·
66 Ozornwafor ·
80 Sylla ·
98 Petris ·
Coach: De Mil